# Pont Rouelle
Pont Rouelle jest to most a Sekwanie położony w Paryżu. Most łączy 15. okręg Paryża z 16. okręgiem. Część mostu przechodzi przez położoną na Sekwanie wyspę Île aux Cygnes.
Zbudowany z metalu, posiada łączną długość 173 m oraz 20 m szerokości. Most służy jedynie do transportu kolejowego, będąc częścią linii C paryskiego RER-u.

## Historia
Pont de Rouelle został zbudowany w 1900 roku na wystawę światową jaka odbywała się wówczas w Paryżu. W 1937 roku most został wyłączony z użytku, a ponowne otworzenie mostu nastąpiło w 1988 roku.
Najbliższą stacją paryskiego metra jest Bir-Hakeim.